# Hornos
Hornos er en by og kommune i det sydlige Spanien i provinsen Jaén. Den har et indbyggertal på 573 (2024) indbyggere.